# Golf de Roses

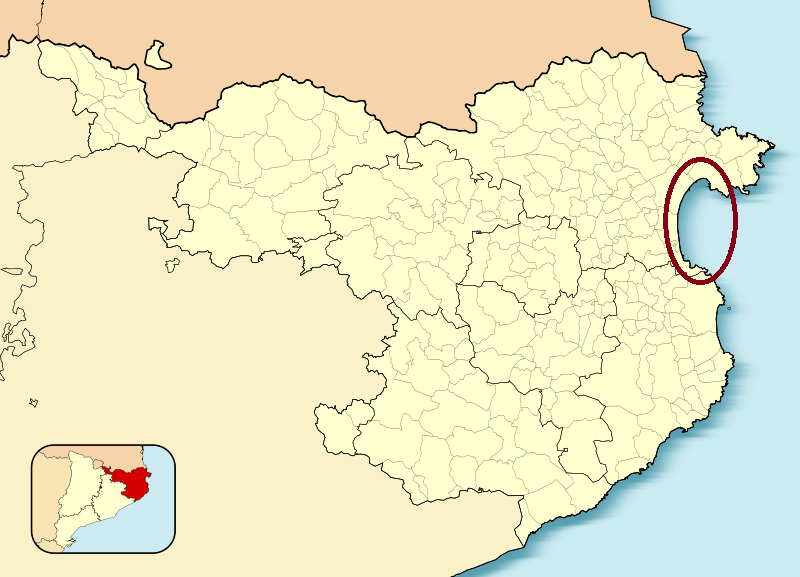
Localització del Golf de Roses.

El golf de Roses és un golf situat a la costa de l'Alt Empordà, al nord de la Costa Brava, que s'obre a la mar Mediterrània entre el sud de la península del cap de Creus i el massís del Montgrí. És el principal golf de la costa de Catalunya i constitueix la sortida natural al mar de la comarca i de les terres de Girona. Pren el nom de la vila de Roses, la població més important de la seva costa. Sovint és anomenat impròpiament badia de Roses a causa de la concurrència de significats en altres llengües.
És considerat un dels millors golfs del món. A la badia hi ha un prat de gram de mar (Cymodocea nodosa) que s'estén 800 hectàrees des de Roses fins l'Escala i és el més extens cartografiat fins a dia d'avui al món.

## Geografia
Té una obertura de 15 km (18 a l'interior) i una profunditat de 7 km. En marquen els extrems el cap Norfeu, pel N, i la punta de Trencabraços, pel S. De N a S, els principals accidents geogràfics que inclou són la badia de Montjoi, la punta Falconera, les cales de Canyelles Grosses (o de l'Almadrava) i de Canyelles Petites, la punta de la Poncella (sota el castell de la Trinitat), la badia de Roses, les platges de la Rovina, d'Empuriabrava, de Can Comes, de Sant Pere Pescador, de les Dunes i d'Empúries, la platja de Riells i el promontori del Montgó.
Els corrents fluvials més destacats que hi desemboquen són la Muga, entre les platges d'Empuriabrava i de Can Comes, i el Fluvià, entre aquesta última i la de Sant Pere Pescador. Aquests dos rius, amb els seus afluents, i el Ter, que antigament també hi desembocava, són els principals responsables del gran dipòsit d'al·luvions, datable a l'Oligocè, que constitueix la part litoral de la plana empordanesa, des de Figueres fins al mar, que defineix la costa baixa, oberta i pantanosa de l'interior del golf, mentre que els extrems estan accidentats pels darrers contraforts de la serra de Rodes, al N, i del massís del Montgrí, al S. Els pantans o aiguamolls del litoral central del golf constitueixen el sector altempordanès dels aiguamolls de l'Empordà, l'àrea supervivent dels quals està actualment protegida com a Parc Natural dels Aiguamolls de l'Empordà.
El litoral del golf de Roses pertany actualment als termes municipals de Roses (des de la cala Jóncols fins a la desembocadura de la Mugueta), Castelló d'Empúries (fins a la desembocadura del Fluvià), Sant Pere Pescador (fins a la desembocadura del riu Vell) i l'Escala (fins a la cala Montgó). Sempre vora mar, els nuclis de població permanent més importants són Roses i l'Escala. Entre les altres aglomeracions existents, destaquen algunes urbanitzacions turístiques caracteritzades per una més o menys forta estacionalitat, en particular les d'Empuriabrava, al terme de Castelló d'Empúries, i Santa Margarida, al de Roses, una i altra marines residencials.
A part del turisme, sobretot estival, que en l'actualitat és la principal font de recursos econòmics de la zona, hi ha ports de pesca importants a l'Escala i, sobretot, a Roses, aquest darrer el més destacat del N de Catalunya. Amb l'auge del turisme, l'agricultura ha deixat d'ocupar la primacia que tradicionalment ocupava i es troba en retrocés.

## Història

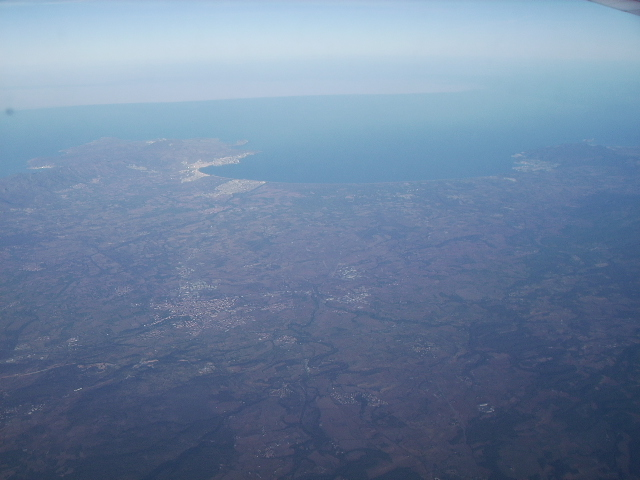
Vista aèria de l'Alt Empordà, la península del cap de Creus i el golf de Roses

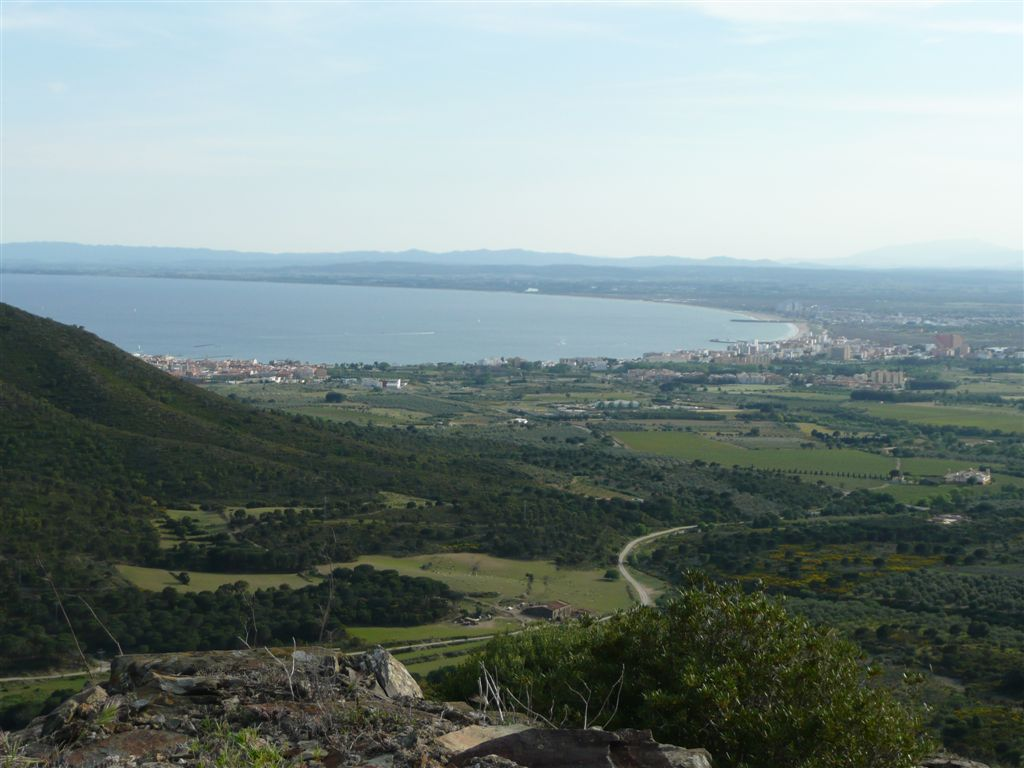
El golf de Roses des del castell de Bufalaranya. A l'esquerra, Roses i a la dreta, Santa Margarida i, més enllà, Empuriabrava

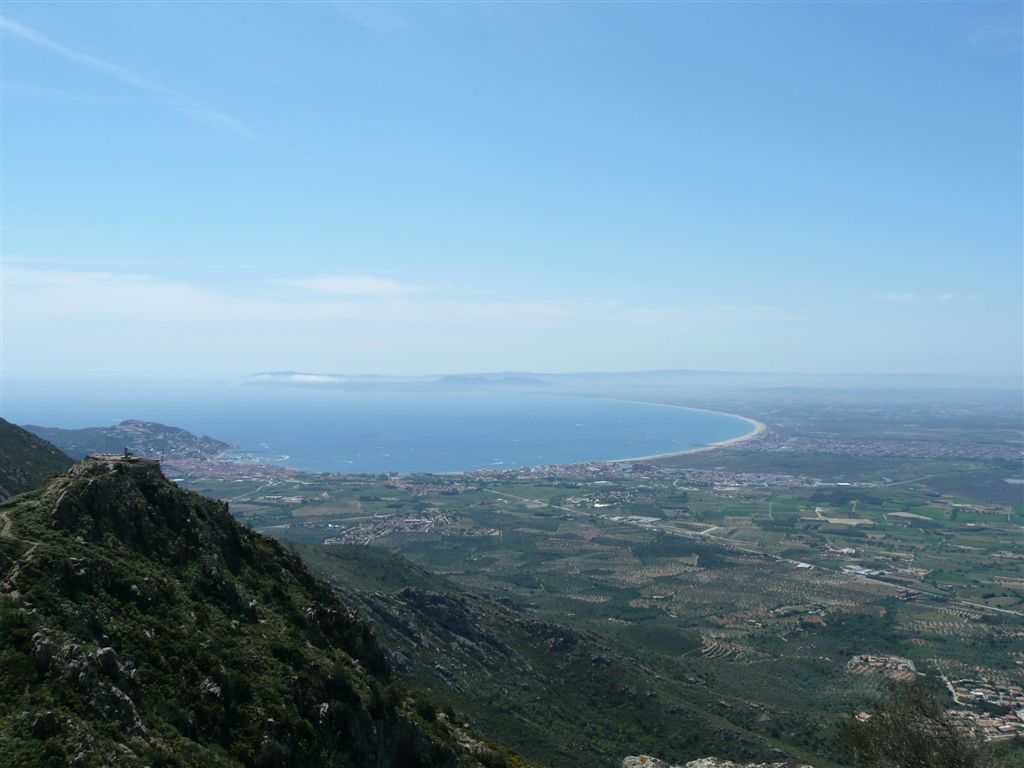
El golf de Roses des del castell de Sant Salvador, al cim de la Verdera, amb el Montgrí al fons

Com a principal via de comunicació marítima de la regió, que connecta el NE de la península Ibèrica amb les regions de la costa mediterrània de l'actual França i les del N i centre de la península Itàlica, ha atret des de l'Antiguitat les relacions comercials i també les accions bèl·liques. Els orígens de Roses (en grec: Rhode) són discutits. Segons fonts clàssiques va esser fundada al segle viii aC per colons grecs de Rodes. Els grecs de Massalia (Marsella) fundaren els establiments comercials d'Empòrion (Empúries) i, més tard, Rode (Rodes), als extrems S i N del golf, respectivament, amb l'objectiu de drenar els recursos de la regió, dominada pels ibers indígets. Empúries, aliada de Roma, va ser el port d'entrada dels exèrcits romans que iniciaren la conquesta d'Hispània i també dels de Juli Cèsar.
Ocupat pels visigots, pels àrabs i pels francs, aquests establiren a les terres riberenques del golf el comtat d'Empúries, principal domini feudal de la regió fins a l'abolició del règim senyorial a mitjan segle xix. Els comtes emporitans aviat abandonaren la vella ciutat d'Empúries, massa exposada als atacs dels normands, i fundaren una nova capital fortificada rere els pantans i els estanys, Castelló d'Empúries i, a la baixa edat mitjana, promogueren Roses com a principal port dels seus dominis.
La importància estratègica de Roses va atreure els invasors francesos ja des de finals del segle xiii, en la croada contra la Corona d'Aragó, durant la qual les aigües del golf foren escenari d'una important batalla naval entre l'estol francès i l'estol català comandat per Roger de Llúria. Més tard, la creació de l'imperi universal dels Habsburg va fer del port de Roses i del golf en general un punt vital en les comunicacions entre els sectors hispànics i itàlics d'aquest imperi. Carles I ordenà la construcció de l'anomenada Ciutadella de Roses, que fou el centre d'un sistema defensiu general de tot el golf (amb el castell de la Trinitat i les torres artillades de Norfeu, de l'Escala i de Montgó) que concentrà la intensa activitat militar de la zona fins al seu desmantellament final en la Guerra del Francès.
Les iniciatives il·lustrades i l'expansió de l'agricultura, durant els segles XVIII i xix, menaren a la dessecació de gran part dels aiguamolls i les llacunes o estanys del litoral, entre els quals destacava el de Castelló, que fins aleshores havien fornit importants recursos piscícoles però que també eren responsables de miasmes i de febres palúdiques, que la tramuntana, sol·licitada per la gent en romiatges com el de Requesens, esvaia a la tardor. Gran part de la zona dessecada es dedicà en un principi al conreu de l'arròs i a pastures.
A partir de la dècada de 1960, el desenvolupament del turisme ha canviat la fesomia del golf de Roses, especialment al sector N, primer objectiu dels promotors d'urbanitzacions altament agressives amb el medi, que van saber aprofitar el clientelisme i la desregulació del franquisme. El sector de costa meridional, especialment el del municipi de Sant Pere Pescador, ha escapat in extremis d'aquest model d'explotació gràcies a les campanyes dels grups ecologistes i a una creixent conscienciació de l'opinió pública i, fora de la zona protegida del Parc Natural, hi abunden els càmpings.
El 29 d'octubre de 2015 s'hi va produir un terratrèmol de magnitud 4.3 {\displaystyle M_{\mathrm {w} }} que es va poder apreciar a bona part de les comarques gironines i barcelonines, tot i que no va causar danys materials.